# David Fabricius
David Fabricius (Esens, 9 marzo 1564 – Osteel, 7 maggio 1617) è stato un astronomo olandese di etnia frisona.
Fu allievo di Tycho Brahe, si applicò particolarmente all'astronomia di osservazione. Eseguì numerose e costanti osservazioni di una stella situata nella costellazione della Balena, Omicron Ceti, scoprendo nel 1596 la sua variabilità, in seguito a questa scoperta la stella divenne nota col nome di Mira Ceti.
Citato da Giacomo Leopardi nel Dialogo della Terra e della Luna. La Terra, rivolgendosi alla Luna, si lamenta di non poter scoprire in lei nessun abitante per quanto si sforzi di allungare le proprie corna che gli uomini chiamano monti, ad uso di lumacone, pur avendo sentito dire «che un cotal Davide Fabricio, che vedeva meglio di Linceo, ne scoperse una volta certi, che spandevano un bucato al sole».
Il figlio Johannes (1587 Osteel - m. 1615) pubblicò nel 1611 l'opera De maculis in Sole observatis et apparente earum cum Sole conversione narratio, in cui comunicò la scoperta dell'esistenza di macchie solari, alla quale erano giunti contemporaneamente anche Galilei e C. Scheiner.